# 北柴村造像碑
北柴村造像碑，位于中国河北省邢台市北柴村，为邢台市平乡县的一个省级文物保护单位，类型为石刻，公布时间为1982年7月23日。
北柴村造像碑的历史年代为北齐。